# Gustavo Dalsasso
Gustavo Tulio Dalsasso Coletti (* 25. September 1976 in Villa Regina) ist ein ehemaliger argentinisch-chilenischer Fußballspieler. Der Torwart wurde 2008 chilenischer Meister.

## Karriere

### Verein
Gustavo Dalsasso kam 1992 in die Jugend der Boca Juniors und wurde 1994 in die Profimannschaft befördert. Dort kam er jedoch nicht zum Einsatz und wurde ab 1995 an die Vereine Deportivo Español, Defensores de Belgrano und Douglas Haig in unteren Spielklassen verliehen. 1999 wechselte er zum CD Huachipato, für den er sechs Jahre spielte und dann von Trainer Arturo Salah aussortiert wurde. Nach einem geplatzten Wechsel zum AC Venedig blieb er in Chile und schloss sich den Rangers de Talca an, die von Yuri Fernández trainiert wurden. Fernández war bei Huachipato Co-Trainer von Andrija Perčić, der Dalsasso nach Chile geholt hatte. In der Clausura 2006 mussten die Rangers, die mit wirtschaftlichen Problemen zu kämpfen hatten, in die Relegation und verloren gegen Lota Schwager nach Elfmeterschießen. Dalsasso verließ den Klub und wechselte zu Everton, wo er als Ersatztorwart für Johnny Herrera verpflichtet wurde. Bei Everton gewann er die Meisterschaft der Apertura 2008. Nach dem Abgang Herreras verpflichtete der Verein Paulo Garcés als neue Nummer 1, der aber nach schlechten Leistungen auf die Bank gesetzt wurde und Dalsasso Stammtorwart wurde. Dadurch spielte er in der Copa Libertadores 2009 und war ein Garant bei den Siegen gegen den FC Caracas und CA Lanús, auch wenn Everton als Gruppendritter knapp ausschied. In der Saison 2010 stieg Dalsasso mit Everton in die Primera B ab, blieb dem Verein aber treu und stieg 2012 mit dem Verein aus Viña del Mar wieder auf. Es folgte nach zwei Spielzeiten der erneute Abstieg und Dalsasso beendete im Juni 2016 seine Profikarriere mit dem Wiederaufstieg in die Primera División.
Nach seiner aktiven Laufbahn wurde er Sportdirektor bei Everton. Im März 2025 übernahm er interimsweise das Amt des Trainers.

### Nationalmannschaft
Nach seiner Einbürgerung in Chile bestand für Dalsasso die Möglichkeit, für das Freundschaftsspiel der La Roja gegen Panama nominiert zu werden, allerdings entschied sich der Nationaltrainer Marcelo Bielsa gegen eine Nominierung des Torhüters von Everton.

## Erfolge
Everton
- Chilenischer Meister: 2008-A